# Laguna Mitucocha
La Laguna Mitucocha,,, (venant probablement du Quechua mit'u, mitu mud, qucha lake, "lac boueux" [réf. nécessaire]) est un lac péruvien situé dans la région de Huanuco, dans la province de Lauricocha, dans le district de Queropalca. Il est situé à une altitude de 4 270 mètres. Il est situé dans l'ouest de la cordillère Huayhuash, au nord-est du Mit'urahu et du Runtuy.
La Laguna Mitucocha mesure 830 mètres de long et 300 mètres de large[réf. nécessaire].